# Veliki Zdenci
Veliki Zdenci (česky Velké Zdence) je vesnice v Chorvatsku v Bjelovarsko-bilogorské župě, spadající pod opčinu města Grubišno Polje. Nachází se asi 5 km jihozápadně od Grubišna Polje. V roce 2011 zde žilo 914 obyvatel. V roce 1991 bylo 21,54 % obyvatel (285 z tehdejších 1 323 obyvatel) české národnosti.

## Sousední sídla
| Růžice kompasu | Velika Trnava      | Pavlovac      | Mali Zdenci          | Růžice kompasu |
| Růžice kompasu | Hercegovac         | Sever         | Končanica            | Růžice kompasu |
| Růžice kompasu | Hercegovac         | Veliki Zdenci | Končanica            | Růžice kompasu |
| Růžice kompasu | Hercegovac         | Jih           | Končanica            | Růžice kompasu |
| Růžice kompasu | Ilovski Klokočevac | Stražanac     | Daruvarski Brestovac | Růžice kompasu |